# Kadanuumuu
Kadanuumuu (« grand homme » en afar) est le surnom donné à un squelette fossile partiel d’Australopithecus afarensis découvert en 2005 en Éthiopie. Il est daté de 3,58 millions d'années.

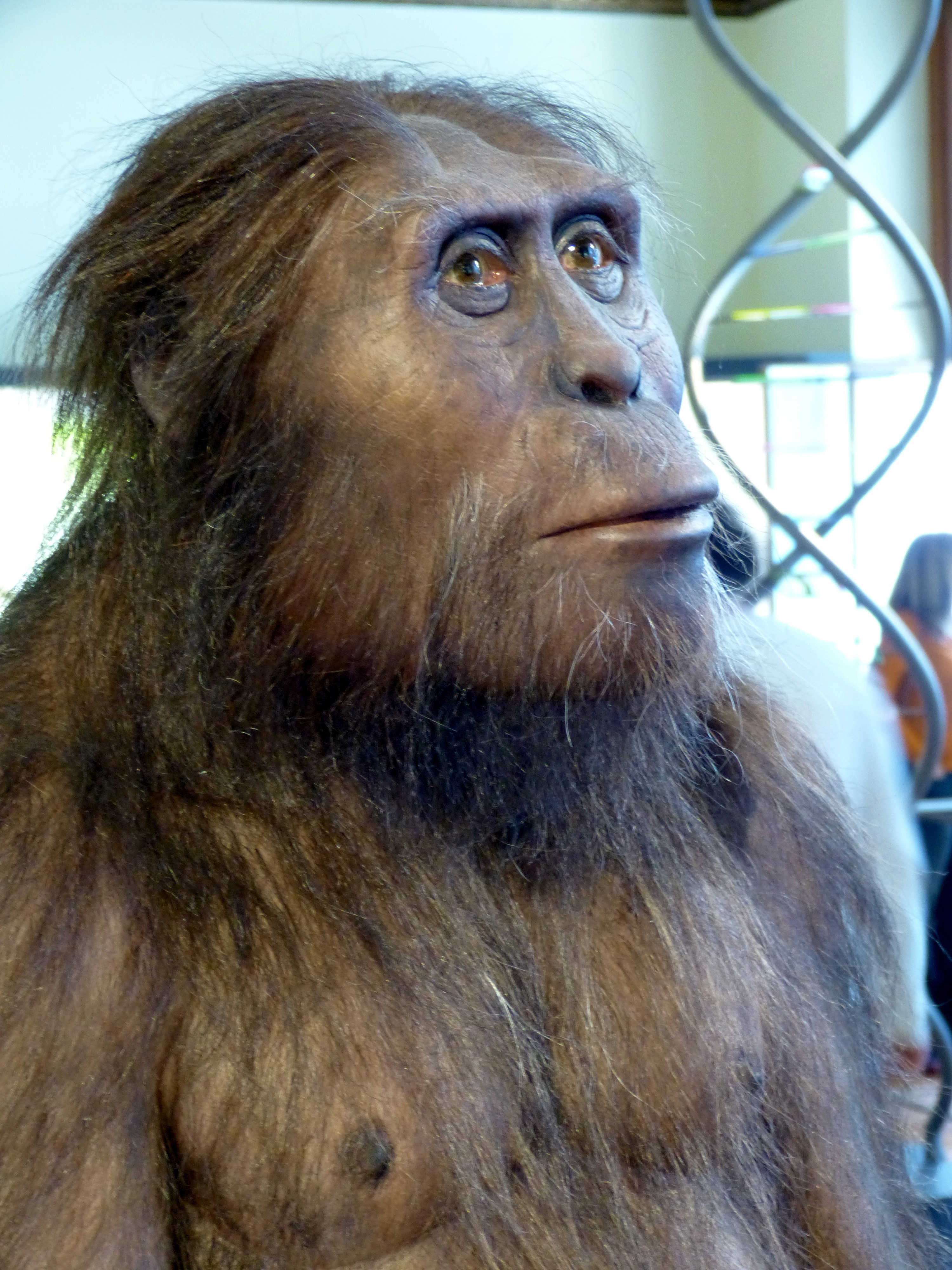
Reconstitution dAustralopithecus afarensis

## Historique
Le premier élément fossile, un ulna proximal, a été découvert le 10 février 2005, sur le site de Korsi Dora, dans le Bas-Awash, dans la région Afar, en Éthiopie, par l'éthiopien Alemayehu Asfaw, un membre de l'équipe du paléoanthropologue éthiopien Yohannes Haile-Selassie, directeur du département Anthropologie du Muséum d'histoire naturelle de Cleveland (en), aux États-Unis. L'ensemble de la découverte a été décrite en 2010 par la même équipe. Le fossile est répertorié sous le numéro KSD-VP-1/1.

## Description
Les éléments mis au jour comprennent plusieurs vertèbres cervicales, une clavicule, une omoplate, 5 côtes, les os du bras droit (sans la main), une partie du sacrum (os du bassin), et les os de la jambe gauche (sans le pied), mais aucun élément crânien.
Avec une taille estimée à environ 1,50 m, Kadanuumuu, probablement un mâle, est nettement plus grand que Lucy, individu femelle de la même espèce découvert en 1974 à Hadar, non loin de Korsi Dora. L'omoplate (ou scapula) de Kadanuumuu, la plus ancienne connue à ce jour chez les Hominina, semble plus ou moins intermédiaire entre le Gorille et Homo sapiens, tandis que celle du Chimpanzé parait très dérivée dans une autre direction.
L'analyse du fossile a permis de confirmer que l’espèce Australopithecus afarensis était bipède,,.

## Datation
Daté de 3,58 Ma, par le paléomagnétisme et la datation radiométrique, Kadanuumuu est plus ancien que Lucy (3,18 Ma) d'environ 400 000 ans.